# Sound Horizon
Sound Horizon (サウンドホライズン/Saundo Horaizun), hay còn người hâm mộ gọi tắt là Sanhora hoặc SH, là một ban nhạc Nhật Bản với người đứng đầu là Revo. Họ tự gọi mình là "ban nhạc huyễn tưởng" (幻想楽団), cho ra mắt những tác phẩm với nội dung huyễn tưởng được diễn đạt bằng âm nhạc, và không có sự cố định về thành viên tham gia trong album hay single. Khi sản xuất nhạc dựa trên câu chuyện của người khác thì họ sử dụng tên Linked Horizon.

## Quá trình hoạt động
Vào khoảng cuối thập niên 90, Revo bắt đầu cho ra mắt các tác phẩm trên trang web riêng của mình dưới tên G.Revo. Năm 2001, Revo tham gia Comiket và album Concept đầu tiên của anh-Chronicle-một album toàn bộ là nhạc không lời kèm theo dẫn truyện, hợp xướng nền và các hiệu ứng âm thanh- được bày bán tại đây. KHoảng 1200 bản in đã được bán ra, đánh dấu sự khởi đầu thực sự của Sound Horizon với tư cách 1 nhóm dōjin music.
Năm sau, vào hội chợ Comiket lần thứ 62, Revo phát hành Story Album thứ 2 Thanatos dưới tên Sound Horizon. Aramary trở thành vocal nữ đầu tiên của nhóm với vai trò hát và dẫn truyện. Đây là sự hình thành nên nền tảng Âm nhạc kể truyện huyễn tưởng của Sound Horizon, sử dụng âm nhạc, lời dẫn truyện và hiệu ứng âm thanh để tạo thành những câu truyện. Cho đến giờ, đó vẫn là biểu tượng cho phong cách nhạc của Sound Horizon.
Lần lượt trong các năm 2002 và 2003, Story album thứ 3 Lost và 2 Pleasure CD Pico Magic-Pico Magic Reloaded ra mắt tại các hội chợ Comiket.Đặc biệt, Jimang lần đầu xuất hiện và trở thành vocal nam đầu tiên của Sound Horizon qua album Lost. Haruka Shimotsuki cũng bắt đầu sự hợp tác với nhóm từ album này.
1st Renewal Story CD Chronicle 2nd được phát hành vào tháng 3 năm 2004, là album cuối cùng của Sound Horizon dưới danh nghĩa một nhóm doujin.
Sound Horizon tiến một bước lên Major với sự phát hành album Elysion ~Rakuen e no Zensōkyoku~(Elysion~Khúc dạo tới thiên đường) thông qua hãng thu âm BELLWOOD RECORDS(một công ty con của KING RECORDS). Sang năm 2005, 4th Story CD Elysion được phát hành với dàn hát chính được giữ nguyên (Aramary và Jimang hát và dẫn truyện, giọng nữ cao do Miyoshi Harito đảm nhận). Album có vị trí khá tốt trên Oricon: BXH Ngày: hạng 10, BXH Tuần: hạng 29

Logo

Năm 2006, Revo thông báo về sự kết thúc thời kì đầu tiên của Sound Horizon. Qua 1 bức thư đăng tải trên web riêng của mình, người đứng đầu nhóm nhạc thông báo rằng Aramary đã rời nhóm vì lý do cá nhân, và những lời khen ngợi trong lá thư cho thấy đây là sự rút lui trong yên bình. Cùng thời gian đó, Thời kì thứ hai của Sound Horizon bắt đầu với sự xuất hiện của các ca sĩ và album mới. 5th Story CD Roman được phát hành vào tháng 11 cùng năm bới KING RECORDS, công ty thu âm mới của Sound Horizon. Album này dù không có số lượng bán cao nhưng nhờ vào giai điệu nhẹ nhàng, mang hơi hướng J-Pop đã giúp nhóm chiếm cảm tình của những người nghe dòng nhạc đại chúng. Roman đạt hạng 15 tại BXH Ngày và hạng 19 trên BXH Tuần của Oricon
Tháng 8 năm 2007, 2nd maxi single Seisen no Iberia được phát hành, đạt vị trí thứ 8 trên BXH Tuần Oricon. 
Sound Horizon ra mắt album Moira vào 3/9/2008, có sự tham gia của Takashi Utsunomiya thuộc TM Network. Moira đạt được vị trí thứ 3 trong bảng xếp hạng album hàng tuần Oricon của tuần ra mắt, bán được hơn 45,000 copies bản trong tuần đó.
Single Ido e Itaru Mori e Itaru Ido vào 16/6/2010, với sự tham gia của Marty Friedman và vocaloid Hatsune Miku.. Single này đã đứng đầu bảng xếp hạng Oricon trong nhiều ngày liền và đạt vị trí thứ 2 trên BXH sau tuần đầu tiên lên kệ. Gần 17,000 bản đã bán hết ngay ngày đầu ra mắt và sau 1 tháng, single này đã tiêu thụ được hơn 60,000 bản.
7th Story CD  Märchen được phát hành vào 15/12/2010 với nhiều thay đổi trong dàn hát chính (gồm: Revo, Kanami Ayano, REMI, MIKI, Joelle, Tomoyo Kurosawa,Ceui, Mikuni Shimokawa, Minami Kuribayashi, Yume Suzuki, Akio Ohtsuka,Sayumi Kobayashi, Kazuki Kiriyama và Chinatsu Ishii). Album này được đón nhận nồng nhiệt, số lượng bán đĩa ra trong ngày đầu thậm chí còn vượt xa Ido e itaru Mori e itaru Ido với gần 25,000 bản. Đây cũng là album đầu tiên của Sound Horizon đạt mức 100,000 bản sau gần 2 tháng ra mắt.
Năm 2013, Sound Horizon ra mắt single tiếp theo là Halloween to Yoru no Monogatari (Câu chuyện về Halloween và đêm đen), với sự thiếu vắng của rất nhiều thành viên kì cựu kể cả Jimang, đồng thời có sự xuất hiện của Kimura Hanayo. Single đứng thứ ba trong bảng xếp hạng Oricon của tuần.

## Phong cách âm nhạc
Sound Horizon kể chuyện bằng âm nhạc; một album có thể gồm nhiều bài hát với từng câu chuyện khác nhau nhưng có chung chủ đề, hoặc toàn bộ bài hát trong album với nội dung nối tiếp tạo thành một câu chuyện lớn. Các tác phẩm của Sound Horizon có sự phối hợp giữa giọng hát và lời dẫn truyện, và Sound Horizon bắt đầu mời các seiyū tham gia phần dẫn kể từ tác phẩm chuyên đầu tiên. Lời nhạc và lời dẫn thường mang nhiều tầng nghĩa, xen lẫn nhiều thứ tiếng khác nhau, với nội dung mang màu sắc huyền bí và huyễn tưởng, xen lẫn các yếu tố lịch sử, truyện cổ tích, bùa mê, truyền thuyết, giấc mộng, chiến tranh, thiên đàng, tình yêu cấm đoán, sự ham muốn, nỗi ám ảnh, tội ác, các mối quan hệ v.v...

## Thành viên

### Chủ chốt
- Revo (レヴォ/れぼ): Sáng tác, hòa âm phối khí, viết lời, chơi guitar, keyboard, accordion, v.v...

### Support
- yokoyan (よこやん): Họa sĩ vẽ minh họa, là thành viên hỗ trợ lâu nhất của ban nhạc, tham gia kể từ ngày thành lập.
- Jimang (じまんぐ): Ca sĩ, hợp xướng, dẫn truyện, lồng tiếng; tham gia vào hầu hết tác phẩm của ban nhạc kể từ album Lost.
- Saitō "Jake" Shingo (斉藤"Jake"慎吾): Guitar, nhạc trưởng, chỉ huy hòa nhạc.
- YUUKI (ゆうき): Ca sĩ, hợp xướng; là thành viên cũ của nhóm "SpringS" cùng với Hirano Aya và Itō Ayaka
- KAORI (かおり): ca sĩ, hợp xướng; cũng là một thành viên của FictionJunction.
- REMI (れみ): ca sĩ, hợp xướng.
- MIKI (みき): ca sĩ, hợp xướng.
- RIKKI (りっき): ca sĩ, đồng ca; năm 2008, Rikki tạm dừng hoạt động ca hát và trở về Amami Oshima để sinh con, và đã quay lại tham gia trong đợt lưu diễn Triumph III năm 2009.
- Minami Kuribayashi (栗林みな実): ca sĩ, hợp xướng.
- Ceui: ca sĩ, hợp xướng.
- Endō Mari (遠藤麻里): ca sĩ, hợp xướng.
- Utsunomiya Takashi (宇都宮隆): ca sĩ, hợp xướng.
- Shimotsuki Haruka (霜月はるか): ca sĩ, hợp xướng, lồng tiếng; hoạt động chung với ban nhạc kể từ album Lost.
- Joelle (ジョエル): ca sĩ, hợp xướng.
- Hasegawa Atsushi (長谷川淳): Bass
- Sakagami Ryō (坂上領): sáo.
- Ken☆Ken (けん☆けん): trống.
- Inoue Azumi (井上あずみ): ca sĩ, hợp xướng.
- Kimura Hanayo (木村花代): ca sĩ, hợp xướng.
- DaisyxDaisy Mika: ca sĩ, hợp xướng.
- Kawai Eiji (河合英史): Keyboard
- Ike Nelson: lồng tiếng, dẫn truyện.
- Sascha: lồng tiếng, dẫn truyện.
- Fukami Rika (深見梨加): lồng tiếng, dẫn truyện.
- Watanabe☆Fire (渡辺☆Fire): Saxophone
- Ebisu Hirokazu (恵比須弘和): hiệu ứng âm thanh.
- Ishigame Kyōko (石亀協子): Violin
- Okabe Machi (岡部磨知): Violin
- Wakamatsu Mio (若松美緒): Viola
- Sato Maiko (佐藤万衣子): Cello
- Saka Tomotaka (坂知学): phối nhạc.
- Gen Ittetsu (弦一徹): Violin (đơn)
- Gen Ittetsu Strings: đồng diễn nhạc cụ dây.
- Marty Friedman: Guitar.
- Jun-ji: trống.
- Sakuraba Motoi (桜庭統): Keyboard

### Thành viên cũ
- Aramary: ca sĩ, bè, dẫn truyện, lồng tiếng.
- Yasrow: lồng tiếng.
- Haseri (葉芹): lồng tiếng.
- Miyasaka Kii (宮坂紀伊): lồng tiếng.
- Shinozaki Yukari (篠崎ゆかり): Violin
- Naitō Ayaka (内藤彩加): ca sĩ, hợp xướng; do chấn thương trước buỗi diễn album Moira nên được thay bằng Mari Endou.
- Iwasaki Yoshimi (岩崎良美): ca sĩ, hợp xướng.
- Tamura Shigeru (田村滋): Bass
- Ōsako Kyōko (大迫京子): Keyboard, piano
- Itō Kanako (伊藤佳奈子): Violin (đơn)
- Kana Strings: đồng diễn nhạc cụ dây.
- Uesato Hanako (上里はな子): Violin
- Ishikawa Naomi (石川ナオミ): nhạc gõ.
- Nanto Ryōji (南都亮二): trống.

### Seiyū
- Ōtsuka Akio (大塚明夫)
- Fukami Rika (深見梨加)
- Noto Mamiko (能登麻美子)
- Tobita Nobuo (飛田展男)
- Wakamoto Norio (若本規夫)
- Yukana (ゆかな)
- Minaguchi Yūko (皆口裕子)
- Midorikawa Hikaru (緑川光)
- Tamura Yukari (田村ゆかり)
- Hoshi Sōichirō (保志総一朗)
- Hidaka Noriko (日高のり子)
- Kuwashima Hōko (桑島法子)
- Inoue Marina (井上麻里奈)
- Koyama Rikiya (小山力也)
- Nakamura Yūichi (中村悠一)
- Tanii Asuka (谷井あすか)
- Ōkawa Tōru (大川透)
- Fujita Saki (藤田咲)

## Danh mục các tác phẩm

### Doujin Album
- 1st Concept Story CD (plus) 「Chronicle」 (30/12/2001)

1. Sound Horizon
2. Black Chronicle
3. Shijin Ballad no Higeki / 詩人バラッドの悲劇
4. Arbelge no Tatakai / アーベルジュの戦い
5. Juhjyou no Kun ~Koote Tsuita Majou~ / 樹氷の君～凍てついた魔女～
6. Ao to Shiro no Kyoukaisen / 蒼と白の境界線
7. Raijin no Hidariude / 雷神の左腕
8. Shoujo Ningyou / 少女人形
9. Kimi ga Umarete Kuru Sekai / 君が生まれてくる世界
10. [Bonus Extra Track] Natsu no Shigure / 夏の時雨

- 2nd Story CD 「Thanatos」 (11/8/2002)

1. Sound Horizon [mode:Thanatos]
2. Soko ni Aru Fuukei / そこに在る風景
3. Kowareta Marionette / 壊れたマリオネット
4. Giniro no Basha / 銀色の馬車
5. Rinne no Sunadokei / 輪廻の砂時計
6. Sango no Shiro / 珊瑚の城
7. Thanatos no Gensou / タナトスの幻想

- 3rd Story CD 「Lost」 (12/12/2002)

1. Sound Horizon [mode:Lost]
2. Shiro no Genei [White Illusion] / 白の幻影 (White Illusion)
3. Koibito wo Uchiotoshia Hi / 恋人を射ち堕とした日
4. Mahoutsukai Sarabanto / 魔法使いサラバント
5. Ori no Naka no Yuugi / 檻の中の遊戯
6. Kioku no Minasoko / 記憶の水底
7. Ushinawareshi Uta / 失われし詩
8. Hiiro no Hana / 緋色の花
9. Yurikago / ゆりかご
10. Eien no Shounen / 永遠の少年
11. Wasuremono / 忘レモノ

- 1st Pleasure CD 「Pico Magic」 (4/5/2003)

1. Onegai! Pico Majin / お願いっ！ぴこ魔神☆
2. PicoDJ☆ / ぴこDJ☆
3. Shijin Ballad no Higeki / 詩人バラッドの悲劇
4. Tadoritsuku Uta / 辿りつく詩
5. Raijin no Keifu / 雷神の系譜
6. Ark (Pico Magic ver.)
7. Majo to Lafrenze [Pico Magic Ver.] / 魔女とラフレンツェ (Pico Magic ver.)
8. Mahoutsukai Sarabanto / 魔法使いサラバント
9. Koibito wo Uchiotoshita Hi / 恋人を射ち堕とした日
10. Giniro no Basha / 銀色の馬車
11. Thanatos no Gensou wa Owaranai... / タナトスの幻想は終わらない

- 2nd Pleasure CD 「Pico Magic Reloaded」 (17/8/2003)

1. ...Reloaded
2. Yaneura no Shoujo / 屋根裏の少女
3. Ori no naka no Yuugi / 檻の中の遊戯
4. Ori no naka no Hana / 檻の中の花
5. Ark [Reloaded Ver.]
6. Rinne no Sunadokei / 輪廻の砂時計
7. Rein no Sekai / 澪音の世界
8. [Bonus Track] They just said reloaded

- 1st Story Renewal CD 「Chronicle 2nd」 (19/3/2004)

1. Kuro no Yogensho / 黒の予言書
2. Shijin Ballad no Higeki / 詩人バラッドの悲劇 (cap.7, p. 168)
3. Tadoritsuku Uta / 辿りつく詩 (cap.9, p. 883)
4. Arbelge no Tatakai / アーベルジュの戦い (cap.8, p. 324)
5. Yakusoku no Oka / 約束の丘 (cap.8, p. 216)
6. Bara no Kishidan / 薔薇の騎士団 (cap.9, p. 468)
7. Seisen to Shinigami ～Senjou wo Kakeru Mono～ / 聖戦と死神　第一部「銀色の死神」～戦場を駈ける者～ (cap.9, p. 527)
8. Seisen to Shinigami ～Eiyuu no Fuzai～ / 聖戦と死神　第二部「聖戦と死神」～英雄の不在～
9. Seisen to Shinigami ～Rekishi wo Tsumugu Mono～ / 聖戦と死神　第三部「薔薇と死神」～歴史を紡ぐ者～
10. Seisen to Shinigami ～Eiyuu no Kikyou～ / 聖戦と死神　第四部「黒色の死神」～英雄の帰郷～
11. Sho no Sasayaki / 書の囁き
12. Ao to Shiro no Kyoukaisen / 蒼と白の境界線 (cap.16, p. 602)
13. Shizunda Utahime / 沈んだ歌姫 (cap.12, p. 741)
14. Umi no Majo / 海の魔女 (cap.13, p. 509)
15. Aoi me no Kaizoku / 碧い眼の海賊 (cap.17, p. 84)
16. Raijin no Hidari Ude / 雷神の左腕 (cap.1, p. 816)
17. Raijin no Keifu / 雷神の系譜 (cap.4, p. 427)
18. Sho no Majuu / 書の魔獣 (cap.24, p. 1023)
19. Kimi ga Umarete Kuru Sekai / キミが生まれてくる世界
20. Hajimari no Chronicle / ＜ハジマリ＞のクロニクル
21. Kuuhaku no Chronicle / ＜空白＞のクロニクル
22. [Bonus Extra Track] Raijin no Migiude / 雷神の右腕

### Album chuyên nghiệp
- 「Elysion ~Rakuen e no Zensōkyoku~ / ELYSION ～楽園への前奏曲～ / Elysion ～Prelude to Paradise～」 (27/10/2004)

1. Ark
2. Tadoritsuku Uta / 辿りつく詩
3. Koibito wo Uchiotoshita Hi / 恋人を射ち堕とした日
4. Rein no Sekai / 澪音の世界
5. Mahōtsukai Sarabanto / 魔法使いサラバント
6. Raijin no Keifu / 雷神の系譜
7. Ori no Naka no Hana / 檻の中の花
8. Yield

- 4th Story CD 「Elysion ~Rakuen Gensō Monogatari Kumikyoku~ / Elysion ～楽園幻想物語組曲～ / Elysion ～Paradise Fantasy Story Suite～」 (13/4/2005)

1. Eru no Rakuen [-> side:E ->] / エルの楽園 ［→ side：Ｅ →］
2. Ark
3. Eru no Ehon [Majo to Rafurentse] / エルの絵本[魔女とラフレンツェ]
4. Baroque
5. Eru no Shōzō / エルの肖像
6. Yield
7. Eru no Tenbin / エルの天秤
8. Sacrifice
9. Eru no Ehon [Fuebuki Otoko to Parade]/ エルの絵本[笛吹き男とパレード]
10. Stardust
11. Eru no Rakuen [-> side:A ->] / エルの楽園［→ side：Ａ →］
12. Bonus Track (no Title)

- 1st MAXI Single CD 「Shōnen wa Tsurugi wo... / 少年は剣を・・・ / The Boy Takes the Sword and...」 (4/10/2006)

1. Shūtan no Ou to Isekai no Kishi / 終端の王と異世界の騎士 ~The Endia & The Knights~
2. Hiiro no Fūsha / 緋色の風車 ~Moulin Rouge~
3. Kamigami ga Aishita Rakuen / 神々が愛した楽園 ~Belle Isle~
4. Bonus Track (no Title)

- 5th Story CD 「Roman」 (22/11/2006)

1. Asa to Yoru no Roman (Asa to Yoru no Monogatari) / 朝と夜の物語
2. Honoo / 焔
3. Miezaru Ude / 見えざる腕
4. Norowareshi Hōseki / 呪われし宝石
5. Hoshikuzu no Kawahimo / 星屑の革紐
6. Hiiro no Fūsha (Moulin Rouge) / 緋色の風車
7. Tenshi no Chōzō / 天使の彫像
8. Utsukushiki Mono / 美しきもの
9. Yorokobi to Kanashimi no Budōshu / 歓びと哀しみの葡萄酒
10. Tasogare no Kenja / 黄昏の賢者
11. 11-moji no Dengon (11-moji no Message) / １１文字の伝言
12. [Bonus Extra Track] Asa to Yoru no Roman ~Another Roman Mix~ / 朝と夜の物語 ～Another Roman Mix～

- 1st Story Maxi CD 「Seisen no Iberia / 聖戦のイベリア / Iberia of the Crusade」 (1/8/2007)

1. Arasoi no Keifu / 争いの系譜
2. Ishidatami no Akaki Akuma / 石畳の緋き悪魔
3. Shinryaku Suru Mono Sareru Mono / 侵略する者される者

- 6th Story CD 「Moira」 (3/9/2008)

1. Meiou / 冥王 (8:08)
2. Jinsei wa Ireko Ningyou / 人生は入れ子人形 (7:19)
3. Shinwa / 神話 (4:44)
4. Unmei no Futago / 運命の双子 (5:00)
5. Dorei Ichiba / 奴隷市場 (4:11)
6. Raijin-iki no Eiyū / 雷神域の英雄 (4:24)
7. Shi to Nageki no Kaze no Miyako / 死と嘆きの風の都 (7:33)
8. Seinaru Shijin no Shima / 聖なる詩人の島 (5:19)
9. Haruka Chiheisen no Kanata e / 遥か地平線の彼方へ (5:05)
10. Shiseru Monotachi no Monogatari / 死せる者達の物語 (5:42)
11. Hoshi Megami no Miko / 星女神の巫女 (4:30)
12. Shiseru Otome Sono Te ni wa Suigetsu / 死せる乙女その手には水月 (5:27)
13. Doreitachi no Eiyū / 奴隷達の英雄 (5:08)
14. Shiseru Eiyūtachi no Tatakai / 死せる英雄達の戦い (5:16)
15. Shinwa no Shūen / 神話の終焉 (2:05)
16. [Bonus Extra Track] Kami no Hikari / 神の光 (07:06)

- 1st Prologue Maxi CD 「Ido e Itaru Mori e Itaru Ido / イドへ至る森へ至るイド」 (16/6/2010)[7]

1. Hikari to Yami no Dōwa / 光と闇の童話 (07:37)
2. Kono Semai Torikago no Naka de / この狭い鳥籠の中で (06:06)
3. Kanojo ga Majo ni Natta Riyū / 彼女が魔女になった理由 (06:50)
4. Bonus Track (no Title) - Limited Edtion (2:15) / - Regular Edition (3:13)

- 7th Story CD 「Märchen」 (15/12/2010)

1. Yoiyami No Uta / 宵闇の唄 (10:18)
2. Kakei No Majo / 火刑の魔女 (09:18)
3. Kuroki Okami No Yado / 黒き女将の宿 (06:53)
4. Garasu No Hitsugi De Nemuru Himegimi / 硝子の棺で眠る姫君 (08:31)
5. Sei To Shi Wo Wakatsu Kyoukai No Furuido / 生と死を別つ境界の古井戸 (09:19)
6. Bara No Tou De Nemuru Himegimi / 薔薇の塔で眠る姫君 (09:00)
7. Aoki Hakushaku no Shiro / 青き伯爵の城 (07:38)
8. Haritsuke no Seijo / 磔刑の聖女 (08:09)
9. Gyoukou no Uta / 暁光の唄 (04:31)
10. [Bonus Track] 無音 (03:23)

- 2nd Story Maxi CD 「Halloween to Yoru no Monogatari / ハロウィンと夜の物語 / The story of Halloween and the Night」 (09/10/2013)[8]

1. Hoshi no Kirei na Yoru / 星の綺麗な夜 (10:33)
2. Asa made Halloween / 朝までハロウィン (03:18)
3. Oyasumi Lenny / おやすみレニー (08:10)
4. Bonus Track (no Title) - Limited Edtion (1:23) / - Regular Edition (2:35)

### Album hợp tác
- Leviathan Image CD 「Shuumatsu wo Tsugeshi Kemono / リヴァイアサン 終末を告げし獣」

1. Opening Theme ~ Track1. March After Millennium
2. Episode 1: Shuumatsu wo tsugeshi Kemono ~ Track2. Henkyou Kara no Seikansha / 辺境からの生還者
3. Episode 2: Hartsoeker no Kobito ~ Track3. Shoujo Iwaku Tenshi / 少女曰く天使
4. Episode 2: Hartsoeker no Kobito ~ Track4. Meltokia no Joou / メルトキアの女王
5. Episode 3: Yami no Shinshiroku ~ Track5. Shoukan to Iu Gishiki / 召喚という儀式
6. Episode 3: Yami no Shinshiroku ~ Track6. Shikeishikkou / 死刑執行
7. Episode 4: Nakushimono ~ Track7. Voodoo no Shinzou / ブードゥーの心臓
8. Episode 5: DayDream ~ Track8. Satsuki no Hakoniwa / さつきの箱庭
9. Episode 5: DayDream ~ Track9. Suna no Shiro / 砂の城
10. Ending Theme ~ Track10. The Beast of the Endness

- Gunslinger Girl Image Album 「Poca felicità」

1. La Ragazza Col Fucile　~少女と銃~
2. Il Fratello
3. Lui Si Chiama...　~私の大切な人...彼の名は...~
4. La Principessa Del Regno Del Sole　~無邪気なお姫様~
5. Biancaneve Bruno　~白雪姫と８人の小人~
6. Pinocchio
7. Claes Tranquillo　~眼鏡と１つの約束~
8. La Principessa Del Regno Della Pasta　~可哀想なお姫様~
9. Io Mi Chiamo...　~貴方だけの義体...私の名は...~
10. La ragazza
11. La Ragazza Col Fucile E Poca Felicita　~少女と銃と小さな幸せ~

- Shimotsuki Haruka † Revo Collabo CD 「Kiri no Mukou ni Tsunagaru Sekai / 霧の向こうに繋がる世界」 (14/6/2006))

1. Weiß: Gensō e no Sasoi / Weiß ～幻想への誘い～
2. Schwarz: Soshite Shōjo wa Mori no Naka / Schwarz ～そして少女は森の中～
3. Schwarzweiß: Kiri no Mukō ni Tsunagaru Sekai / Schwarzweiß ～霧の向こうに繋がる世界～ (bài hát chủ đề của trò chơi Atelier Iris: Grand Fantasm)

- Revo x Kajiura Yuki 「Dream Port」

1. 砂塵の彼方へ・・・ (Sajin no Kanata he...)
2. sand dream